# Robin Williams (Sozialwissenschaftler)
Robin A Williams (* 13. November 1952) ist Professor für Science, Technology and Innovation Studies an der University of Edinburgh, Großbritannien, und Leiter des Institute for the Study of Science, Technology and Innovation. Im Laufe seiner interdisziplinären Forschung über die Entwicklung und Implementierung verschiedener Technologien hat er viel zur Erkenntnis im Bereich 'Social Shaping of Technology' beigetragen.

## Biografie
Williams promovierte 1980 an der Aston University im britischen Birmingham und forschte im Anschluss als wissenschaftlicher Mitarbeiter in der dortigen Technology Policy Unit. 1986 wechselte er zum Research Centre for Social Sciences (RCSS) an der University of Edinburgh, um das Edinburgh PICT Centre zu leiten. Dieses Forschungsinstitut war eines von insgesamt sechs Forschungszentren, die im Rahmen des Exzellenzprogramms ESRC Programme on Information and Communications Technologies (1986–1995) gefördert wurden. Aus diesem Programm heraus haben Robin und seine Kollegen am Edinburgh PICT Centre umfassend über soziale, ökonomische, und politische Aspekte zu Entwicklung und Implementierung Forschung betrieben und publiziert. In der weiträumig anerkannten Publikation 'Social Shaping of Technology' fassten Robin und sein Kollege David Edge die Forschungsergebnisse einer Dekade zusammen. 1997 übernahm er die Leitung des RCSS.
2001 gründete er das Institute for the Study of Science, Technology and Innovation (ISSTI). Das Forschungsinstitut bringt Forschungsgruppen und Einzelpersonen verschiedener Disziplinen an der University of Edinburgh zusammen, die über soziale und politische Aspekte von Wissenschaft, Technologie und Innovation forschen, lehren oder darüber Wissensaustausch betreiben. Robin war auch Leiter der Forschungsgruppe 'Scottish Universities Policy Research and Advice Network' und ist derzeit einer der Leiter von Innogen – einem Forschungszentrum zu Innovation in Biowissenschaften.
Williams hat mehrere institutionelle Netzwerke in und zu Großbritannien, Europa und Asien aufgebaut. Er leitete die UK Association for Studies in Innovation Science and Technology (AsSIST), war Vertreter Großbritanniens in 'COST A4 European Research Collaboration Initiative on the Social Shaping of Technology' und koordinierte das CHINA-EU Information Technology Standards Research Project (2008–2010).

## Bücher
- Software and Organisations: The Biography of the Enterprise-Wide System – Or how SAP Conqüred the World (2009), Routledge, mit Neil Pollock
- Social Learning in Multimedia (2005), Edward Elgar, mit James Stewart und Roger Slack.
- Policies for Cleaner Technology: A New Agenda for Government and Industry (1999), Earthscan, mit Clayton und Spinardi.
- The Social Shaping of Information Superhighways: European and American Roads to the Information Society (1997), Campus Verlag, Co-Autor mit Kubicek and Dutton.
- Expertise and innovation: Information technology strategies in the financial services sector (1994), Clarendon Press, Oxford, mit Fincham, Fleck, Proctor, Scarbrough and Tierney.